# Lista över medaljörer i drakbåts-VM för landslag (ICF)
Detta är en lista över medaljörer i drakbåts-VM för landslag arrangerade av International Canoe Federation (ICF).

## Medaljtabell 2012–2016
| Pl.    | Nation       | Guld | Silver | Brons | Totalt |
| ------ | ------------ | ---- | ------ | ----- | ------ |
| 1      | Ryssland     | 67   | 20     | 12    | 99     |
| 2      | Ungern       | 19   | 31     | 15    | 65     |
| 3      | Filippinerna | 13   | 5      | 5     | 23     |
| 4      | Tyskland     | 12   | 30     | 26    | 68     |
| 5      | Ukraina      | 10   | 6      | 7     | 23     |
| 6      | Kanada       | 8    | 13     | 9     | 30     |
| 7      | Polen        | 3    | 8      | 17    | 28     |
| 8      | Italien      | 2    | 7      | 8     | 17     |
| 9      | Tjeckien     | 1    | 0      | 11    | 12     |
| 10     | Thailand     | 0    | 6      | 4     | 10     |
| 11     | USA          | 0    | 5      | 11    | 16     |
| 12     | Sverige      | 0    | 3      | 5     | 8      |
| 13     | Hongkong     | 0    | 1      | 0     | 1      |
| 14     | Schweiz      | 0    | 0      | 1     | 1      |
| NP     | Armenien     | 0    | 0      | 0     | 0      |
| NP     | Estland      | 0    | 0      | 0     | 0      |
| NP     | Frankrike    | 0    | 0      | 0     | 0      |
| NP     | Indien       | 0    | 0      | 0     | 0      |
| NP     | Moldavien    | 0    | 0      | 0     | 0      |
| NP     | Japan        | 0    | 0      | 0     | 0      |
| NP     | Rumänien     | 0    | 0      | 0     | 0      |
| Totalt | Totalt       | 135  | 135    | 131   | 401    |

## Medaljörer

### Senior

#### Herrar

##### 20-manna 200m
| Klass            | Guld         | Silver   | Brons  |
| Milano 2012      | Ryssland     | Italien  | Ungern |
| Poznan 2014      | Filippinerna | Ryssland | Ungern |
| Moskva 2016      | Ryssland     | Tyskland | Ungern |
| Gainesville 2018 |              |          |        |

##### 20-manna 500m
| Klass            | Guld     | Silver       | Brons    |
| Milano 2012      | Ryssland | Ungern       | Kanada   |
| Poznan 2014      | Ryssland | Filippinerna | Ukraina  |
| Moskva 2016      | Ryssland | Tyskland     | Tjeckien |
| Gainesville 2018 |          |              |          |

##### 20-manna 2000m
| Klass            | Guld     | Silver   | Brons        |
| Milano 2012      | Kanada   | Italien  | USA          |
| Poznan 2014      | Ukraina  | Ryssland | Filippinerna |
| Moskva 2016      | Ryssland | Ukraina  | Ungern       |
| Gainesville 2018 |          |          |              |

##### 10-manna 200m
| Klass            | Guld         | Silver   | Brons    |
| Milano 2012      | Filippinerna | Ryssland | Polen    |
| Poznan 2014      | Filippinerna | Ryssland | Polen    |
| Moskva 2016      | Ukraina      | Thailand | Ryssland |
| Gainesville 2018 |              |          |          |

##### 10-manna 500m
| Klass            | Guld         | Silver       | Brons    |
| Milano 2012      | Filippinerna | Ryssland     | Polen    |
| Poznan 2014      | Ryssland     | Filippinerna | Ukraina  |
| Moskva 2016      | Ukraina      | Ungern       | Ryssland |
| Gainesville 2018 |              |              |          |

##### 10-manna 2000m
| Klass            | Guld         | Silver   | Brons        |
| Milano 2012      | Filippinerna | Sverige  | Tyskland     |
| Poznan 2014      | Polen        | Ryssland | Filippinerna |
| Moskva 2016      | Ukraina      | Ryssland | Tjeckien     |
| Gainesville 2018 |              |          |              |

#### Damer

##### 20-manna 200m
| Klass            | Guld     | Silver   | Brons    |
| Milano 2012      | Ryssland | Tyskland | Ungern   |
| Poznan 2014      | Ryssland | Ungern   | Tyskland |
| Moskva 2016      | Ryssland | Tyskland | Ungern   |
| Gainesville 2018 |          |          |          |

##### 20-manna 500m
| Klass            | Guld     | Silver   | Brons    |
| Milano 2012      | Ryssland | Ungern   | Tyskland |
| Poznan 2014      | Ryssland | Tyskland | Ukraina  |
| Moskva 2016      | Ryssland | Tyskland | Kanada   |
| Gainesville 2018 |          |          |          |

##### 20-manna 2000m
| Klass            | Guld     | Silver   | Brons   |
| Milano 2012      | Ryssland | Tyskland | Ungern  |
| Poznan 2014      | Ryssland | Tyskland | Ukraina |
| Moskva 2016      | Ryssland | Tyskland | Ungern  |
| Gainesville 2018 |          |          |         |

##### 10-manna 200m
| Klass            | Guld     | Silver   | Brons    |
| Milano 2012      | Ryssland | Ungern   | Sverige  |
| Poznan 2014      | Ryssland | Ukraina  | Tyskland |
| Moskva 2016      | Ryssland | Thailand | Ukraina  |
| Gainesville 2018 |          |          |          |

##### 10-manna 500m
| Klass            | Guld     | Silver   | Brons    |
| Milano 2012      | Ryssland | Ungern   | Polen    |
| Poznan 2014      | Ryssland | Sverige  | Tyskland |
| Moskva 2016      | Ryssland | Thailand | Tyskland |
| Gainesville 2018 |          |          |          |

##### 10-manna 2000m
| Klass            | Guld     | Silver   | Brons    |
| Milano 2012      | Ryssland | Ungern   | Sverige  |
| Poznan 2014      | Tyskland | Sverige  | Ryssland |
| Moskva 2016      | Ryssland | Thailand | Tyskland |
| Gainesville 2018 |          |          |          |

#### Mixed

##### 20-manna 200m
| Klass            | Guld         | Silver   | Brons    |
| Milano 2012      | Filippinerna | Ryssland | Tyskland |
| Poznan 2014      | Ryssland     | Ungern   | Kanada   |
| Moskva 2016      | Filippinerna | Ryssland | Thailand |
| Gainesville 2018 |              |          |          |

##### 20-manna 500m
| Klass            | Guld         | Silver       | Brons    |
| Milano 2012      | Ryssland     | Filippinerna | Tjeckien |
| Poznan 2014      | Ryssland     | Polen        | Sverige  |
| Moskva 2016      | Filippinerna | Ryssland     | Thailand |
| Gainesville 2018 |              |              |          |

##### 20-manna 2000m
| Klass            | Guld         | Silver   | Brons    |
| Milano 2012      | Filippinerna | Ryssland | Polen    |
| Poznan 2014      | Ryssland     | Kanada   | Polen    |
| Moskva 2016      | Ukraina      | Ungern   | Thailand |
| Gainesville 2018 |              |          |          |

##### 10-manna 200m
| Klass            | Guld         | Silver   | Brons        |
| Milano 2012      | Filippinerna | Ryssland | USA          |
| Poznan 2014      | Filippinerna | Ryssland | Polen        |
| Moskva 2016      | Ryssland     | Thailand | Filippinerna |
| Gainesville 2018 |              |          |              |

##### 10-manna 500m
| Klass            | Guld         | Silver   | Brons        |
| Milano 2012      | Filippinerna | Ryssland | Polen        |
| Poznan 2014      | Ryssland     | Ryssland | Polen        |
| Moskva 2016      | Ryssland     | Thailand | Filippinerna |
| Gainesville 2018 |              |          |              |

##### 10-manna 2000m
| Klass            | Guld     | Silver | Brons    |
| Milano 2012      | Tjeckien | Polen  | Ungern   |
| Poznan 2014      | Ryssland | Kanada | Schweiz  |
| Moskva 2016      | Ryssland | Ungern | Thailand |
| Gainesville 2018 |          |        |          |

### Junior

#### Herrar

##### 10-manna 200m
| Klass            | Guld         | Silver   | Brons    |
| Poznan 2014      | Filippinerna | Ryssland | Kanada   |
| Moskva 2016      | Ryssland     | Tyskland | Tjeckien |
| Gainesville 2018 |              |          |          |

##### 10-manna 500m
| Klass            | Guld     | Silver   | Brons        |
| Poznan 2014      | Kanada   | Ryssland | Filippinerna |
| Moskva 2016      | Ryssland | Tyskland | Tjeckien     |
| Gainesville 2018 |          |          |              |

##### 10-manna 2000m
| Klass            | Guld     | Silver  | Brons    |
| Moskva 2016      | Ryssland | Ukraina | Tjeckien |
| Gainesville 2018 |          |         |          |

#### Damer

##### 10-manna 200m
| Klass            | Guld     | Silver | Brons    |
| Moskva 2016      | Tyskland | Kanada | Ryssland |
| Gainesville 2018 |          |        |          |

##### 10-manna 500m
| Klass            | Guld     | Silver | Brons    |
| Moskva 2016      | Tyskland | Kanada | Ryssland |
| Gainesville 2018 |          |        |          |

#### Mixed

##### 20-manna 200m
| Klass            | Guld     | Silver   | Brons    |
| Moskva 2016      | Ryssland | Tyskland | Tjeckien |
| Gainesville 2018 |          |          |          |

##### 20-manna 500m
| Klass            | Guld     | Silver   | Brons    |
| Moskva 2016      | Ryssland | Tyskland | Tjeckien |
| Gainesville 2018 |          |          |          |

##### 20-manna 2000m
| Klass            | Guld     | Silver   | Brons    |
| Moskva 2016      | Ryssland | Tyskland | Tjeckien |
| Gainesville 2018 |          |          |          |

##### 10-manna 200m
| Klass            | Guld         | Silver     | Brons      |
| Milano 2012      | Kanada       | Tyskland 1 | Tyskland 2 |
| Poznan 2014      | Ryssland     | Kanada     | Tyskland   |
| Moskva 2016      | Filippinerna | Ryssland   | Kanada     |
| Gainesville 2018 |              |            |            |

##### 10-manna 500m
| Klass            | Guld     | Silver       | Brons      |
| Milano 2012      | Kanada   | Tyskland 2   | Tyskland 1 |
| Poznan 2014      | Ryssland | Kanada       | Polen      |
| Moskva 2016      | Ryssland | Filippinerna | Ukraina    |
| Gainesville 2018 |          |              |            |

##### 10-manna 2000m
| Klass            | Guld     | Silver     | Brons      |
| Milano 2012      | Kanada   | Tyskland 1 | Tyskland 2 |
| Poznan 2014      | Ryssland | Kanada     | Tyskland   |
| Moskva 2016      | Ryssland | Tyskland   | Kanada     |
| Gainesville 2018 |          |            |            |

### Master 40+

#### Herrar

##### 20-manna 200m
| Klass            | Guld     | Silver | Brons    |
| Milano 2012      | Ryssland | Ungern | Tyskland |
| Poznan 2014      | Ukraina  | Polen  | Ryssland |
| Moskva 2016      | Ryssland | Ungern | Tyskland |
| Gainesville 2018 |          |        |          |

##### 20-manna 500m
| Klass            | Guld     | Silver | Brons    |
| Milano 2012      | Ryssland | Ungern | Tyskland |
| Poznan 2014      | Ukraina  | Ungern | Ryssland |
| Moskva 2016      | Ryssland | Ungern | Italien  |
| Gainesville 2018 |          |        |          |

##### 20-manna 2000m
| Klass            | Guld    | Silver   | Brons    |
| Milano 2012      | Ungern  | Ryssland | Tyskland |
| Poznan 2014      | Ukraina | Ungern   | Polen    |
| Moskva 2016      | Ungern  | Tyskland | Ryssland |
| Gainesville 2018 |         |          |          |

##### 10-manna 200m
| Klass            | Guld     | Silver   | Brons    |
| Milano 2012      | Ryssland | Ungern   | Polen    |
| Poznan 2014      | Ryssland | Ukraina  | Polen    |
| Moskva 2016      | Ryssland | Hongkong | Tjeckien |
| Gainesville 2018 |          |          |          |

##### 10-manna 500m
| Klass            | Guld     | Silver  | Brons    |
| Milano 2012      | Ryssland | Italien | Ukraina  |
| Poznan 2014      | Ungern   | Ukraina | Ryssland |
| Moskva 2016      | Ryssland | Ungern  | Tyskland |
| Gainesville 2018 |          |         |          |

##### 10-manna 2000m
| Klass            | Guld     | Silver | Brons    |
| Milano 2012      | Ryssland | Polen  | Kanada   |
| Poznan 2014      | Ukraina  | Ungern | Polen    |
| Moskva 2016      | Ryssland | Ungern | Tjeckien |
| Gainesville 2018 |          |        |          |

#### Damer

##### 20-manna 200m
| Klass            | Guld     | Silver | Brons         |
| Milano 2012      | Ungern   | Kanada | USA           |
| Poznan 2014      | Ungern   | USA    | Ingen utdelad |
| Moskva 2016      | Tyskland | Ungern | Italien       |
| Gainesville 2018 |          |        |               |

##### 20-manna 500m
| Klass            | Guld     | Silver | Brons         |
| Milano 2012      | Ungern   | Kanada | USA           |
| Poznan 2014      | Ungern   | USA    | Ingen utdelad |
| Moskva 2016      | Tyskland | Ungern | Italien       |
| Gainesville 2018 |          |        |               |

##### 20-manna 2000m
| Klass            | Guld   | Silver  | Brons         |
| Milano 2012      | Kanada | USA     | Ingen utdelad |
| Poznan 2014      | Ungern | USA     | Ingen utdelad |
| Moskva 2016      | Ungern | Italien | USA           |
| Gainesville 2018 |        |         |               |

##### 10-manna 200m
| Klass            | Guld     | Silver | Brons    |
| Milano 2012      | Ungern   | Kanada | USA      |
| Poznan 2014      | Tyskland | Ungern | Polen    |
| Moskva 2016      | Tyskland | USA    | Ryssland |
| Gainesville 2018 |          |        |          |

##### 10-manna 500m
| Klass            | Guld     | Silver   | Brons |
| Milano 2012      | Ungern   | Kanada   | USA   |
| Poznan 2014      | Tyskland | Ungern   | Polen |
| Moskva 2016      | Tyskland | Ryssland | USA   |
| Gainesville 2018 |          |          |       |

##### 10-manna 2000m
| Klass            | Guld     | Silver   | Brons   |
| Milano 2012      | Kanada   | Ungern   | USA     |
| Poznan 2014      | Ungern   | Tyskland | Sverige |
| Moskva 2016      | Ryssland | Tyskland | Ungern  |
| Gainesville 2018 |          |          |         |

#### Mixed

##### 20-manna 200m
| Klass            | Guld     | Silver   | Brons    |
| Milano 2012      | Ungern   | Tyskland | Italien  |
| Poznan 2014      | Ungern   | Polen    | Tyskland |
| Moskva 2016      | Ryssland | Tyskland | Italien  |
| Gainesville 2018 |          |          |          |

##### 20-manna 500m
| Klass            | Guld     | Silver   | Brons  |
| Milano 2012      | Tyskland | Italien  | Ungern |
| Poznan 2014      | Tyskland | Polen    | USA    |
| Moskva 2016      | Ryssland | Tyskland | Ungern |
| Gainesville 2018 |          |          |        |

##### 20-manna 2000m
| Klass            | Guld   | Silver   | Brons    |
| Milano 2012      | Ungern | Tyskland | Italien  |
| Poznan 2014      | Ungern | Kanada   | Sverige  |
| Moskva 2016      | Ungern | Tyskland | Ryssland |
| Gainesville 2018 |        |          |          |

##### 10-manna 200m
| Klass            | Guld     | Silver   | Brons   |
| Milano 2012      | Ungern   | Polen    | USA     |
| Poznan 2014      | Ungern   | Tyskland | Polen   |
| Moskva 2016      | Ryssland | Tyskland | Italien |
| Gainesville 2018 |          |          |         |

##### 10-manna 500m
| Klass            | Guld     | Silver  | Brons    |
| Milano 2012      | Polen    | Kanada  | Ungern   |
| Poznan 2014      | Polen    | Ukraina | Tyskland |
| Moskva 2016      | Ryssland | Ungern  | Tyskland |
| Gainesville 2018 |          |         |          |

##### 10-manna 2000m
| Klass            | Guld     | Silver | Brons    |
| Milano 2012      | Kanada   | Ungern | Polen    |
| Poznan 2014      | Ukraina  | Polen  | Ungern   |
| Moskva 2016      | Ryssland | Ungern | Tyskland |
| Gainesville 2018 |          |        |          |

### Master 50+

#### Herrar

##### 10-manna 200m
| Klass            | Guld     | Silver   | Brons  |
| Moskva 2016      | Ryssland | Tyskland | Ungern |
| Gainesville 2018 |          |          |        |

##### 10-manna 500m
| Klass            | Guld     | Silver  | Brons    |
| Moskva 2016      | Ryssland | Italien | Tyskland |
| Gainesville 2018 |          |         |          |

##### 10-manna 2000m
| Klass            | Guld     | Silver | Brons   |
| Moskva 2016      | Ryssland | Ungern | Italien |
| Gainesville 2018 |          |        |         |

#### Damer

##### 10-manna 2000m
| Klass            | Guld     | Silver | Brons  |
| Moskva 2016      | Tyskland | Ungern | Kanada |
| Gainesville 2018 |          |        |        |

#### Mixed

##### 20-manna 500m
| Klass            | Guld     | Silver   | Brons  |
| Moskva 2016      | Ryssland | Tyskland | Ungern |
| Gainesville 2018 |          |          |        |

##### 10-manna 200m
| Klass            | Guld    | Silver   | Brons    |
| Moskva 2016      | Italien | Ryssland | Tyskland |
| Gainesville 2018 |         |          |          |

##### 10-manna 500m
| Klass            | Guld     | Silver  | Brons    |
| Moskva 2016      | Ryssland | Italien | Tyskland |
| Gainesville 2018 |          |         |          |

##### 10-manna 2000m
| Klass            | Guld     | Silver   | Brons  |
| Moskva 2016      | Ryssland | Tyskland | Kanada |
| Gainesville 2018 |          |          |        |